# Chrysopa excelsior
Chrysopa excelsior is een insect uit de familie van de gaasvliegen (Chrysopidae), die tot de orde netvleugeligen (Neuroptera) behoort. 
Chrysopa excelsior is voor het eerst wetenschappelijk beschreven door Banks in 1937.